# Calandrinia vernicosa
Calandrinia vernicosa är en källörtsväxtart som beskrevs av Obbens. Calandrinia vernicosa ingår i släktet sidenblommor, och familjen källörtsväxter. Inga underarter finns listade i Catalogue of Life.